# Betoota, Queensland
Betoota là một thị trấn nhỏ nằm ở quận Diamantina, hạt Channel thuộc vùng Queensland Trung Tây, Úc, với dân số thay đổi theo thời gian trong năm - tức là người dân không định cư lâu dài thành phố mà chỉ ở vào một thời gian nhất định trong năm. Cư dân cuối cùng định cư trong thành phố, Sigmund Remienko, qua đời năm 2004. Betoota tọa lạc tại một hoang mạc có địa hình bằng phẳng và bề mặt nhiều sỏi cuội kết dính với nhau như đá lát đường, cách Birdsville 170 cây số về phía Đông và Windorah 227 cây số về phía Tây.
Betoota được ghi nhận là thành phố nhỏ nhất nước Úc. Những cơ sở vật chất hiếm hoi của Betoota chỉ là một tuyến đường đua, một bãi hạ cánh và một sân vận động chơi môn cricket. Người dân chỉ hội tụ về thành phố trong lễ hội hoang mạc Simpson tổ chức vào tháng Chín hàng năm.

## Lịch sử
Thành phố được thành lập vào năm 1887. Cho đến nay chỉ có ba con đường được đặt tên. Khách sạn Betoota được xây dựng vào thập niên 1880 và là công trình duy nhất còn tồn tại trong thành phố. Khách sạn được xây bởi sa thạch và có các sàn lầu bằng gỗ xẻ. Khách sạn hoạt động đến tháng 10 năm 1997 thì đóng cửa khi người chủ của nó, ông (Simon) Remienko nghỉ hưu ở tuổi 82. Remienko là một công nhân lái xe ủi gốc Ba Lan và ông lập ra khách sạn này vào năm 1957. Ông đã sở hữu khách sạn suốt 47 năm và là công dân duy nhất cư trú lâu dài ở Betoota cho đến khi điều kiện sức khỏe sa sút buộc ông phải dời đi.
Năm 1885, chính phủ bang Queensland mở một trạm cửa khẩu giao thông để thu phí các phương tiện chở hàng đi qua đây. Betoota trước đây từng là một trạm trung chuyển của công ty Cobb & Co. Vào năm 1895, cơ quan cảnh sát cũng được thiết lập tại đây do việc xây dựng các hàng rào chống thỏ đã thu hút nhiều "phần tử đáng quan ngại" về khu vực này. Một đồn cảnh sát được xây dựng vào năm 1915 nhưng đã đóng cửa vào năm 1930 khi một cuộc thanh tra hai năm trước đó cho thấy không có ai bị bắt hoặc bị đưa ra tòa xử trong hơn 5 năm.